# Portugal au Concours Eurovision de la chanson 1965
Le Portugal a participé au Concours Eurovision de la chanson 1965, le 20 mars à Naples, en Italie. C'est la 2e participation du Portugal au Concours Eurovision de la chanson.
Le pays est représenté par la chanteuse Simone de Oliveira et la chanson Sol de inverno, sélectionnées par la Radio-télévision du Portugal (RTP) au moyen du Festival da Canção.

## Sélection

### Festival da Canção 1965
Le radiodiffuseur portugais, la Radio-télévision du Portugal (RTP, Rádio e Televisão de Portugal), organise l'édition 1965 du Festival da Canção, alors appelé II Grande Prémio TV da Cançao, pour sélectionner l'artiste et la chanson représentant le Portugal au Concours Eurovision de la chanson 1965.
Le Festival da Canção 1965, présenté par Henrique Mendes (pt) et Maria Fernanda, a eu lieu le 6 février 1965 aux Estúdios do Lumiar à Lisbonne.

#### Finale
Huit chansons participent au Festival da Canção 1965. Les chansons sont toutes interprétées en portugais, langue officielle du Portugal.
| Ordre | Artiste            | Chanson                      | Traduction                                      | Points | Place |
| ----- | ------------------ | ---------------------------- | ----------------------------------------------- | ------ | ----- |
| 1     | António Calvário   | Por causa do mar             | À cause de la mer                               | 13     | 6     |
| 2     | Simone de Oliveira | Silhuetas ao luar            | Silhouettes dans le rayon de lune               | 28     | 4     |
| 3     | Artur García       | Nasci, sonhei, cresci e amei | Je suis né, j'ai rêvé, j'ai grandi et j'ai aimé | 18     | 5     |
| 4     | António Calvário   | Você não vê                  | Tu ne voies pas                                 | 2      | 8     |
| 5     | Madalena Iglésias  | Silêncio entre nós           | Le silence entre nous                           | 46     | 3     |
| 6     | Artur García       | Amor                         | Amour                                           | 66     | 2     |
| 7     | Simone de Oliveira | Sol de inverno               | Soleil d'hiver                                  | 91     | 1     |
| 8     | António Calvário   | Bom dia                      | Bonjour                                         | 6      | 7     |

Lors de cette sélection, c'est la chanson Sol de inverno interprétée par Simone de Oliveira. À l'Eurovision, l'interprète est accompagné du chef d'orchestre Fernando de Carvalho.

## À l'Eurovision
Chaque jury d'un pays attribue un, trois ou cinq points à ses trois chansons préférées.

### Points attribués par le Portugal
| 5 points | Autriche    |
| 3 points | Irlande     |
| 1 point  | Yougoslavie |

### Points attribués au Portugal
| 3 points | 2 points | 1 point  |
| -------- | -------- | -------- |
|          |          | - Monaco |

Simone de Oliveira interprète Sol de inverno en 12e position lors de la soirée du concours, suivant la France et précédant l'Italie.
Au terme du vote final, le Portugal termine en 13e place, ex æquo avec la Norvège, sur les 18 pays participants, ayant reçu un point provenant du jury monégasque,.